# Pekao Szczecin Open 2012
Il Pekao Szczecin Open 2012 è stato un torneo professionistico di tennis maschile giocato sulla terra rossa. È stata la 20ª edizione del torneo, facente parte dell'ATP Challenger Tour nell'ambito dell'ATP Challenger Tour 2012. Si è giocato a Stettino in Polonia dal 17 al 23 settembre 2012.

## Partecipanti ATP

### Teste di serie
| Nazionalità | Giocatore         | Ranking* | Testa di serie |
| ----------- | ----------------- | -------- | -------------- |
| Italia      | Filippo Volandri  | 69       | 1              |
| Germania    | Björn Phau        | 74       | 2              |
| Polonia     | Jerzy Janowicz    | 84       | 3              |
| Spagna      | Albert Montañés   | 86       | 4              |
| Romania     | Victor Hănescu    | 97       | 5              |
| Argentina   | Federico Delbonis | 128      | 6              |
| Francia     | Guillaume Rufin   | 129      | 7              |
| Portogallo  | Rui Machado       | 132      | 8              |

* Ranking al 10 settembre 2012.

### Altri partecipanti
Giocatori che hanno ricevuto una wild card:
- Marcin Gawron
- Arkadiusz Kocyla
- Grzegorz Panfil
- Michał Przysiężny

Giocatori che sono passati dalle qualificazioni:
- Guido Andreozzi
- Piotr Gadomski
- Aleksandr Rumjancev
- Artem Smyrnov

## Campioni

### Singolare
- Victor Hănescu ha battuto in finale  Íñigo Cervantes con il punteggio di 6–4, 7–5.

### Doppio
- Andre Begemann /  Martin Emmrich hanno battuto in finale  Tomasz Bednarek /  Mateusz Kowalczyk con il punteggio di 3–6, 6–1, [10–3].